# Web Services Interoperability Technology
Web Services Interoperability Technology (WSIT), ou em Português Tecnologias de Interoperabilidade de Serviços Web, é um projeto de código aberto iniciado pela Sun Microsystems para desenvolver a próxima geração de tecnologias de serviços Web.
Ela consiste de APIs da linguagem Java que permitem que funcionalidades avançadas de WS-* sejam usadas de um modo que sejam compatíveis com a Windows Communication Foundation da Microsoft usada pelo Framework .NET.
WSIT é distribuído sob os termos a licença de código aberto CDDL e atualmente está sob desenvolvimento como parte de projeto Metro.